# Philippe Pautrat
Philippe Pautrat (Villeneuve-sur-Lot, 18 de junho de 1884) foi um ciclista profissional da França.
Foi o 8º colocado da classificação geral do Tour de France 1905.